# 2S34 Chosta
2S34 Chosta (rusky 2С34 «Хоста» podle indexu GRAU) je ruská samohybná obojživelná dělostřelecká zbraň ráže 120 mm kombinující výhody minometu, děla a houfnice.

## Popis
Chosta je de facto modernizovaná houfnice 2S1 Gvozdika s využitím komponentů 2S31 Věny, 2S23 Nony-SVK a GMZ (Objekt 118). Disponuje kanónem 2A80 s úsťovou brzdou a 7,62 mm kulometem PKTM.
Má poměrně jednoduchý design, spolehlivý trup se zvýšenou odolností proti protitankovým minám a je vybavena automatizovaným systémem navádění a řízení palby v moderní válce. Může střílet dělostřelecké granáty a miny kalibru 120 mm stejně jako přesnou laserem naváděnou munici Kitolov-2. Kadence činí až 9 ran za minutu. Vozidlo veze standardně 40 kusů munice.
Minimální dostřel je 0,5 km, maximální pak 14 km, dojezd na souši 500 km. Chosta poháněná motorem JaMZ-238N o výkonu 300 koňských sil může být použitá společně s vozidlem automatického řízení palby Kapustnik-B a radiolokačním průzkumným komplexem Zoopark-1. 